# Kotwice nominalne
Kotwice nominalne – praktyki polegające na przyjmowaniu w programach stabilizacyjnych stałej wartości jednej lub kilku zmiennych nominalnych.
Po raz pierwszy nominalne kotwice zastosowano w Boliwii i Izraelu w 1985 r. jako element polityki antyinflacyjnej. Pomysł polega na jednoczesnej zapowiedzi celów w zakresie przyrostu ilości pieniądza i ustaleniu stałych wartości pewnych zmiennych nominalnych, jak kurs walutowy czy płace. Aby złagodzić straty, które poniosą uczestnicy rynku niekiedy przed wprowadzeniem kotwic podnosi się ceny, aby następnie je zamrozić lub obniżać metodami administracyjnymi.

W Polsce kotwice nominalne zastosowano w 1990 r. Kurs walutowy został zdewaluowany w styczniu o 31,6% i pozostał niezmieniony do maja następnego roku. Płace początkowo podniesiono o 30%, a następnie wprowadzono popiwek, czyli indeksowanie płac wskaźnikiem inflacji razy współczynnik 0,2 (od lutego do kwietnia 1990 – 0,3, w okresie późniejszym – 0,6) z jednoczesnymi bardzo wysokimi karami za przekroczenie wskaźnika.